# An American Haunting
An American Haunting är en amerikansk-brittisk-kanadensisk-rumänsk film från 2005 baserad på Brent Monahans bok The Bell Witch: An American Haunting. Boken baseras på en verklig händelse.

## Handling
Filmen utspelar sig på 1800-talet. När John Bell (Donald Sutherland) kommer i konflikt med häxan Kate Batts hotar hon att hämnas med ett mörker som ska falla över honom, hans fru och deras ljuvliga dotter Betsy (Rachel Hurd-Wood). De tar inte hennes hot på allvar, men inom kort börjar Betsy lida av våldsamma mardrömmar. Hon påstår sig ha hört en hund flåsa i hennes rum och dessutom ha hört dess klor rispa i golvet bakom sänggaveln. Men när John själv börjar lida av syner och obehagliga ljud runtom på sin gård, och då inte familjen längre kan hålla tillbaka otäckheterna kallas Betsys lärare Richard in för att hjälpa. Han vill bevisa att allt har en naturlig orsak, och att det bara är Kate Batts som skickat sina slavar för att skrämmas. Men snart vävs alla in i de dramatiska händelser som försiggår där uppe på John Bells gård...

## Om filmen
Filmen spelades in den 4 augusti 2004 till 16 februari 2005 i Montréal och i studio i Bukarest. Den hade världspremiär vid AFI Film Festival i USA den 5 november 2005 och svensk premiär på DVD den 1 november 2006.

## Rollista (urval)
- Donald Sutherland - John Bell
- Rachel Hurd-Wood - Betsy Bell/spökröst
- Sissy Spacek - Lucy Bell
- James D'Arcy - Richard Powell